# Plectocomia microstachys
Plectocomia microstachys är en enhjärtbladig växtart som beskrevs av Karl Ewald Maximilian Burret. Plectocomia microstachys ingår i släktet Plectocomia och familjen Arecaceae. IUCN kategoriserar arten globalt som starkt hotad.
Artens utbredningsområde är Hainan (Kina). Inga underarter finns listade i Catalogue of Life.